# 미나토 리쿠
미나토 리쿠(일본어: 湊 莉久 みなと りく[*])는 일본의 전 AV 배우이다.

## 프로필
| 미나토 리쿠 | 미나토 리쿠                  |
| ----------- | ---------------------------- |
| 성별        | 여자                         |
| 출신지      | 일본 가나가와현              |
| 생년월일    | 1993년 8월 1일               |
| 신체        | 160cm, A형                   |
| 쓰리사이즈  | B82(D)-W58-H83               |
| 소속사      | 캔디 기획사 → S1             |
| 활동 시기   | 2013년~2018년                |
| 취미        | 마작, 운동, 독서, 요리, 쇼핑 |